# Les Miller, une famille en herbe
Pour plus de détails, voir Fiche technique et Distribution.
Les Miller, une famille en herbe ou Nous sommes les Miller au Québec (We're the Millers) est une comédie américaine réalisée par Rawson Marshall Thurber, sortie en 2013.

## Synopsis
David, un vendeur de drogue de bas étage, se fait dérober sa marchandise ainsi que le contenu de son coffre-fort par trois voyous. Il ne peut plus donner l'argent des ventes à Brad, son fournisseur. David a désormais une dette envers ce dernier. Brad, pour effacer l'ardoise de David, lui demande de rapporter une cargaison de drogue du Mexique. Celle-ci provient de Bob Walter.
David réfléchit à la meilleure méthode pour franchir la frontière entre les États-Unis et le Mexique puis revenir et passer à nouveau la frontière. Il juge que la meilleure manière pour rester discret est de se faire passer pour une famille modèle. Il va alors engager Rose, sa voisine strip-teaseuse, pour la faire passer pour sa femme. Il recrute aussi Kenny, un garçon de dix-huit ans qui vit en dessous de chez lui et qui est sans nouvelle de sa mère, seule parente, depuis une semaine, puis Casey, une jeune fugueuse, afin qu'ils tiennent le rôle des enfants du soi-disant couple.
Ils partent tous les quatre à bord d'un camping-car pour franchir la frontière. Mais en arrivant chez le producteur, David se rend compte que la quantité de drogue est plus importante que ce qu'il pensait. Il repart alors vers les États-Unis, mais les problèmes s'enchaînent. Entre le radiateur du camping-car qui casse, la rencontre avec une famille dont le mari est un agent de la DEA, et les producteurs mexicains qui tentent de les rattraper après avoir compris qu'ils ont été volés, le voyage de la famille Miller accumule les difficultés.

## Fiche technique
- Titre original : We're the Millers
- Titre français : Les Miller, une famille en herbe
- Titre québécois : Nous sommes les Miller
- Réalisation : Rawson Marshall Thurber
- Scénario : Bob Fisher, Steve Faber, Sean Anders et John Morris
- Costumes : Shay Cunliffe
- Photographie : Barry Peterson
- Montage : Mike Sale
- Musique : Theodore Shapiro et Ludwig Göransson
- Production : Vincent Newman (en), Tucker Tooley, Chris Bender et Happy Walters
- Coproduction : David Heyman, Marcus Viscidi, Toby Emmerich et J.C. Spink
- Sociétés de production : BenderSpink, New Line Cinema, Vincent Newman Entertainment, Heyday Films
- Société de distribution : Warner Bros. Entertainment
- Budget : 37 000 000 de dollars[1]
- Pays d'origine :  États-Unis
- Langue originale : anglais
- Durée : 110 minutes (118 minutes pour la version longue)
- Dates de sortie :
  -  États-Unis : 7 août 2013
  -  France : 18 septembre 2013

## Distribution
- Jason Sudeikis (VF : Thierry Kazazian ; VQ : Louis-Philippe Dandenault) : David Clark / David Miller
- Jennifer Aniston (VF : Dorothée Jemma ; VQ : Isabelle Leyrolles) : Rose O'Reilly / Rose Miller / Sarah Miller
- Will Poulter (VF : Adrien Larmande ; VQ : Xavier Dolan) : Kenny Rossmore / Kenny Miller
- Emma Roberts (VF : Marie Facundo ; VQ : Claudia-Laurie Corbeil) : Casey Mathis / Casey Miller
- Kathryn Hahn (VF : Carole Gioan ; VQ : Valérie Gagné) : Edie Fitzgerald
- Nick Offerman (VF : Bruno Magne ; VQ : Manuel Tadros) : Don Fitzgerald
- Ed Helms (VF : David Krüger ; VQ : Frédéric Paquet) : Brad Gurdlinger
- Ken Marino : Todd, le gérant du club de strip-tease
- Molly Quinn (VF : Adeline Chetail ; VQ : Stéfanie Dolan) : Melissa Fitzgerald
- Thomas Lennon (VF : Jérémy Prévost) : Rick Nathanson
- Tomer Sisley (VF : lui-même ; VQ : François Godin) : Pablo Chacon
- Matt Willig (en) : l'homme de main borgne de Chacon
- Mark L. Young (en) : Scottie P.
- Tait Fletcher : Creepy Trucker
- Vickie Eng (en) : une infirmière
- Laura Leigh : Kimberly/"Garage à bites", une strip-teaseuse
- Luis Guzmán : Policier mexicain
Version française
  - Société de doublage : Dubbing Brothers
  - Direction artistique : Marie-Laure Beneston
  - Adaptation : Marion Bessay

Sources et légendes : version française (VF) sur RS Doublage, AlloDoublage et Carton de doublage DVD ; version québécoise (VQ) sur Doublage.qc.ca

## Production

### Auditions
C'est la troisième fois que Jason Sudeikis et Jennifer Aniston tournent ensemble après Le Chasseur de primes en 2010 et Comment tuer son boss ? en 2011. Nick Offerman et Kathryn Hahn se retrouvent également après avoir joué dans la saison 4 de Parks and Recreation. Jennifer Aniston et Kathryn Hahn se connaissent également, puisqu'elles ont joué ensemble dans Peace, Love et plus si affinités en 2012 et Broadway Therapy en 2014.
Pour le rôle principal joué par Jason Sudeikis, plusieurs acteurs ont été pressentis : Jason Bateman, Will Arnett ou encore Steve Buscemi.
Adam Driver devait à l'origine interpréter le rôle de Scottie P. mais c'est finalement Mark L. Young qui a obtenu le rôle.

### Tournage
Le tournage du film a débuté le 23 juillet 2012 à Wilmington, en Caroline du Nord. Certaines scènes ont également été tournées au Nouveau-Mexique et à l'aéroport d'Albuquerque. Le tournage s'est achevé le 5 octobre 2012.

### Musique
| 1.  | Count It Off                          | The Saturday Knights |  |
| 2.  | Problem                               | Natalia Kills        |  |
| 3.  | Shake it Sleazy                       | Ronald J. Webb       |  |
| 4.  | Waiting at Home                       | Ronald J. Webb       |  |
| 5.  | Boner Garage                          | Ronald J. Webb       |  |
| 6.  | I'm a Man                             | Black Strobe         |  |
| 7.  | Joined At The Hip                     | Jonathan Carroll     |  |
| 8.  | Stroke Me                             | Mickey Avalon        |  |
| 9.  | The Stroke                            | Billy Squier         |  |
| 10. | Wild Child                            | Juliet Simms         |  |
| 11. | Hustlin’                              | Rick Ross            |  |
| 12. | Put The Gun Down                      | ZZ Ward              |  |
| 13. | South Of The Border (Down Mexico Way) | Frank Sinatra        |  |
| 14. | Waterfalls                            | TLC                  |  |
| 15. | Shakey Ground                         | The Temptations      |  |
| 16. | Werk Me                               | Hyper Crush          |  |
| 17. | Sweet Emotion                         | Aerosmith            |  |
| 18. | Officer of the Day                    | Wurlitzer Pipe Band  |  |
| 19. | I'll Be There for You                 | The Rembrandts       |  |

## Accueil

### Accueil critique
Les Miller, une famille en herbe a rencontré un accueil critique mitigé aux États-Unis, recueillant 47 % d'avis positifs sur le site Rotten Tomatoes, basé sur 145 commentaires collectés et une note moyenne de 5,4/10.
Le site Metacritic lui attribue un score de 44/100, basé sur 38 commentaires collectés.
En France, le film rencontre également un accueil critique mitigé, obtenant une note moyenne de 2,9⁄5 sur le site AlloCiné, basée sur 12 commentaires collectés.
En revanche, le film est bien accueilli par les spectateurs. En effet, il obtient la moyenne de 7,1/10 sur le site IMDB sur un total de 165 646 notes. Sur AlloCiné, il obtient une note moyenne de 3,7⁄5, basée sur 4 762 notes dont 550 critiques.

### Box-office
| Pays       | Box-office (en dollars) | Nombre de semaines, |
| ---------- | ----------------------- | ------------------- |
| Monde      | 269 994 119 dollars     | 21                  |
| États-Unis | 150 394 119 dollars     | 17                  |
| Pays       | Box-office (en entrées) | Nombre de semaines  |
| France     | 521 871 entrées         | 7                   |

Dès sa sortie en salles aux États-Unis, Les Miller, une famille en herbe s'empare de la deuxième place du box-office avec 26 419 396 dollars pour son premier week-end d'exploitation et 48 785 227 dollars en première semaine d'exploitation. En 1 mois, le film a engrangé un total de 114 293 231 dollars.
C'est le plus gros succès du mois d’août 2013 aux États-Unis. Finalement, le film rapporte 150,4 millions de dollars après dix-sept semaines à l'affiche.
En France, Les Miller, une famille en herbe prend la troisième place du box-office lors de sa première semaine avec 189 452 entrées, mais chute en cinquième position la semaine suivante, avec 150 507 entrées, soit un cumul de 339 959 entrées. Il se maintient en onzième position durant sa troisième et quatrième semaine, où il totalise respectivement 80 660 entrées et 43 133 entrées, portant le total à 463 752 entrées. Resté sept semaines en salles, Les Miller, une famille en herbe finit avec 521 871 entrées.

## Distinctions

### Récompenses
- BAFTA Awards 2014 : Rising Star Award pour Will Poulter

### Nominations
- Festival du film de Traverse City 2013[27]
- Festival international du film de Locarno 2013 : sélection officielle[28]
- People's Choice Awards 2014[29] :
  - Meilleure comédie
  - Meilleure actrice pour Jennifer Aniston
  - Meilleure actrice de comédie pour Jennifer Aniston
  - Meilleur duo pour Jennifer Aniston et Jason Sudeikis

## Sortie vidéo
Les Miller, une famille en herbe sort en DVD et Blu-ray le 19 novembre 2013 en région 1 et le 22 janvier 2014 en région 2.